# Паниковка (Сетоловское сельское поселение)
Паниковка — деревня Почепского района Брянской области России. Входит в состав Сетоловского сельского поселения.

## География
Расположено в северо-восточной части Почепского района, у реки Чернушка, в 12 км к северо-востоку от города Почепа, в 8 км к востоку от села Сетолово.
Улиц две: ул. Октябрьская, ул. Подлеская.

## Топоним
Название населенного пункта произошло по одноимённой речке. Ранее называлась Иваньковна, позднее Пониковка.

## История
Деревня основана не позднее начала XVIII века. С 1761 года находилась во владении семейства Разумовских.
В XIX веке в деревне действовал винокуренный завод, в середине XX века одноимённый колхоз «Паниковка».

### Административно-территориальная принадлежность
До 1781 года входила в Почепскую сотню Стародубского полка. С 1782—1918 гг. относилась к Мглинскому повету, уезду; В 1918—1929 гг. стала относиться к Почепскому уезду (Краснорогская волость; с 1924 года — Почепская волость).

## Население
| 2010 | 2013 |
| ---- | ---- |
| 9    | ↗11  |

## Инфраструктура
Личное подсобное хозяйство.
Дом отдыха «Галла-продукт». ООО "СХП"Паниковка".

## Транспорт
Деревня доступна просёлочными дорогами.